# Jan Willem Enschedé
Jan Willem Enschedé (Haarlem, 17 augustus 1865–Overveen, 13 februari 1926) was een Nederlands archivaris en musicoloog.
Hij was een telg uit het drukkersgeslacht Enschedé. Hij was zoon van de toenmalige advocaat Johannes Enschedé (1811–1878) en diens tweede vrouw Henriette Jacqueline Robertine Mirandolle, een dochter van een griffier en president ad-interim van de rechtbank van kleine zaken in Paramaribo, Suriname. Grootvader Johannes Enschedé (1785–1866) was betrokken bij de drukkerij, maar tevens rechter, gemeenteraadslid en lid van de Tweede Kamer der Staten–Generaal. Hijzelf was in 1901 als bibliothecaris getrouwd met Anna Hermanna Modderman, scheidde van haar in 1922 en hertrouwde in 1924 als conservator van de universiteitsbibliotheek met de zangeres Lucie Vos. Zijn zoon Christiaan Justus Enschedé (1911–2000) uit het eerste huwelijk ging weer de rechtspraak in.
Hij kreeg een opleiding tot uitvoerend musicus van Wilhelm Heinrich Christoph Schmölling (piano, orgel, muziektheorie), F.A. van Suchtelen (piano) en Ernest Appy (cello). Hij wilde zich verder verdiepen in het harmonium, maar bleef volgens zichzelf te veel amateur daarin. Een studie rechtswetenschappen aan de Universiteit van Leiden brak hij voortijdig af (hij had een afkeer van het studentenleven), om enige tijd bibliothecaris en adjunct–archivaris van het Rijksarchief te Haarlem te worden. Hij werd echter bekend als beschrijver van de Nederlandse toonkunst, met talloze publicaties in bladen als Bulletin des églises Wallonnes, Tijdschrift der Vereeniging voor Noord Nederlandse Muziekgeschiedenis, De Nederlandsche Spectator, muziekblad Caecilia en Sammelbände der Internationale Musik–Gesellschaft, maar ook in Amstelodanum, waarvan hij tevens bestuurslid was. In het bijzonder bestudeerde hij de historie van psalmmelodieën. Hij was voorts betrokken bij restauraties van oude orgels in Lutherse kerken in Den Haag en Amsterdam.
Zijn liefhebberij was goochelen, waarover hij literatuur in diverse talen had en schreef in de Nieuwe Rotterdamsche Courant. Ook over de historie van papier, drukwerk en het drukkersvak heeft hij gepubliceerd, waarbij de kennis uit zijn familieachtergrond van pas kwam; verschillen tussen de toenmalige werkwijze met de drukkersgalei en de beschrijving door Plantijn zouden bijvoorbeeld niet veel publicisten opgevallen zijn.
In 1926 werd Jan Willem Enschedé begraven op de oude begraafplaats te Haarlem.
Stukken van hem zijn:
- Het christelick liet ter eere van syn princelijcke excellentie den doorluchtigen ende hooghgebooren Vorst Wilhelmus (1895)
- Marschen en marschmuziek in het Nederlandsche leger in de 18e eeuw (1898)
- Marschen in gebruik bij het Nederlandsche leger gedurende den Spaanschen Successie–oorlog 1702–1713 (1898)
- A.C. Kruseman (1898–1920)
- Dertig jaren muziek in Holland (1670–1700) (1904, in 2017 nog in druk)
- Dispositieën van kerkorgelen, welke in Nederland worden aangetroffen, verzameld door Joachim Hess, organist en klokkenist te Gouda. Vervolg naar het handschrift van omstreeks 1815 (1906, herdruk 2010)
- Amsterdamsche klaviermuziek, Voordracht met toelichting aan het klavier. Gebouw Eensgezindheid te Amsterdam (1908)
- Gerhardus Havingha en het orgel in de Groote– of Sint–Laurentiuskerk te Alkmaar uit 1908 (nog genoemd in Robijns, herdruk 2011)
- Nederlandsche musicalia 1908, 1909, 1910
- Muzikale straatzangen te Amsterdam omstreeks 1840
- Driestemmig mannenkoor a cappela (1909)
- Dr.J.P. Heye en de Nederlandschge muziekgeschiedenis
- Studie over de Wilhelmus–melodie (nog genoemd in Robijns)
- De Amsterdamsche componist en uitgever Corn. De Leeuw, die in de 17e eeuw aldaar werkzaam was
- Florimond van Duyse en het Nederlandsche liedonderzoek
- Het Wilhelmus–geschil
- Oude noten en oude sleutels in nieuwe uitgaven
- Rhytmiek van 16–eeuwsche melodieën
- Herstelling van het beierwerk van de hoofdkerk in Antwerpen
- Natuurlijke en exotische harmonieën
- Aanteekeningen over het orgel in de St. Maartenskerk te Zaltbommel
- Nederlandsche drukregels voor proeflezers en correctoren (1919)
- Gedenkboek over de drukkerij van C.A. Spin & Zoon te Amsterdam (1919)
- Gedenkboek over de drukkerij van Corn. Immig & Zoon te Rotterdam (1923)

In Taal en Letteren van maart 1903 verscheen een artikel van hem, waarin hij stelde dat Laurens Janszoon Coster niet de uitvinder was van de boekdrukkunst.